# Giorgio Gandini (Architekt)
Giorgio Gandini (* 1. März 1893 in Ferrara; † 2. Februar 1963 ebendort) war ein italienischer Ingenieur und Architekt.

## Leben

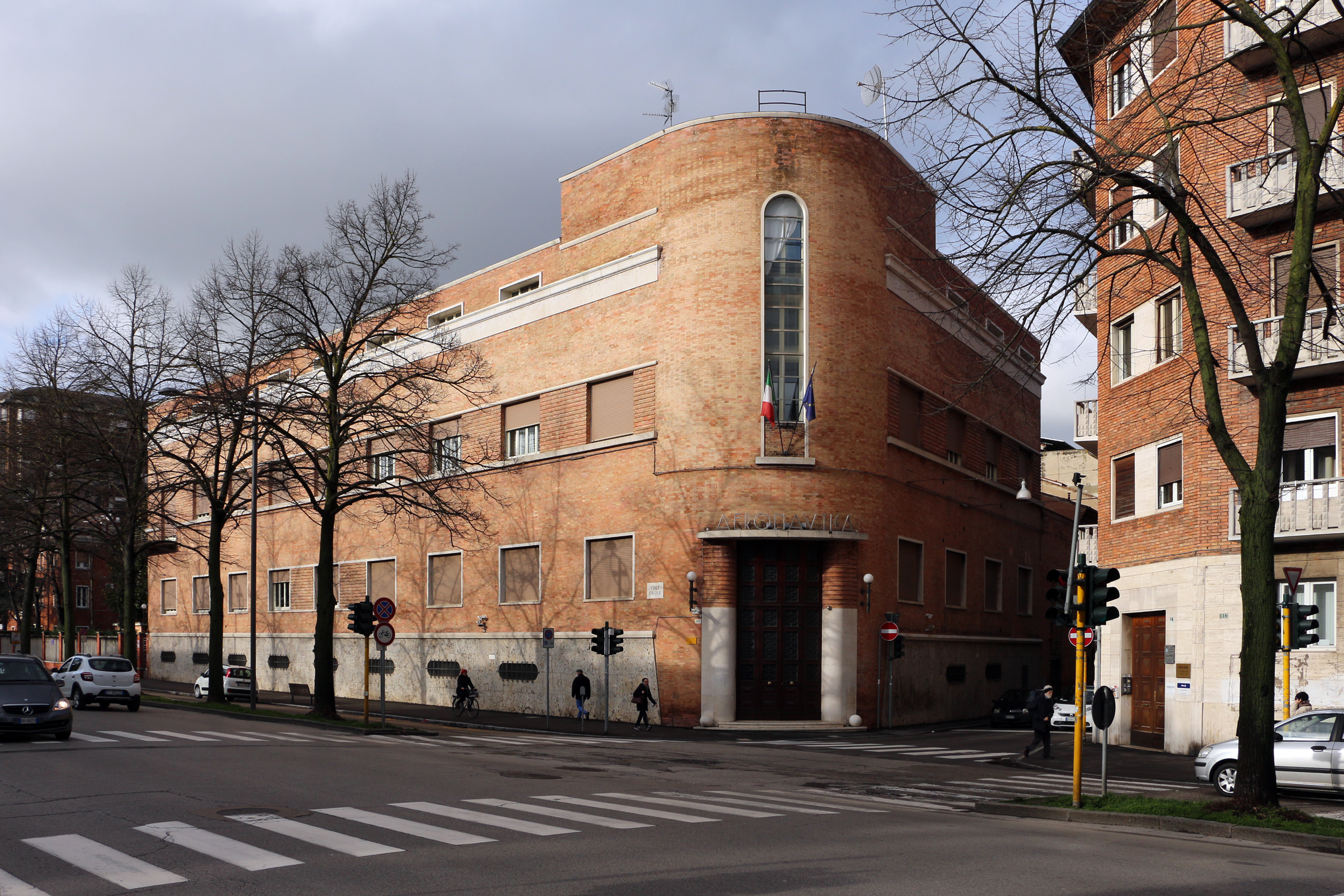
Palazzo dell’Aeronautica, in Ferrara, entworfen von Giorgio Gandini

Er studierte an der Fakultät für Ingenieurwesen und machte 1921 seinen Abschluss in Architektur. In seiner beruflichen Tätigkeit wurde er der Hauptvertreter des italienischen Rationalismus in Ferrara. Von futuristischen Ideen angezogen, arbeitete er an den ersten Studien für das neue städtische Stadion und auch für das Institut für sozialen Wohnungsbau in Ferrara.
Er war an der Restaurierung von Renaissancegebäuden wie dem Palazzo di Renata di Francia und der Casa Cini beteiligt. In der SADE, dem Energieunternehmen des Grafen Vittorio Cini, übernahm er verantwortungsvolle Aufgaben.
In der ersten Hälfte des 20. Jahrhunderts nahm er an der als Addizione Novecentista bekannten städtebaulichen Umgestaltung von Ferrara teil und entwarf im Rahmen dieser Neugestaltung zwei wichtige Gebäude: die Casa del Fascio und den Palazzo dell’Aeronautica.